# ウェイター

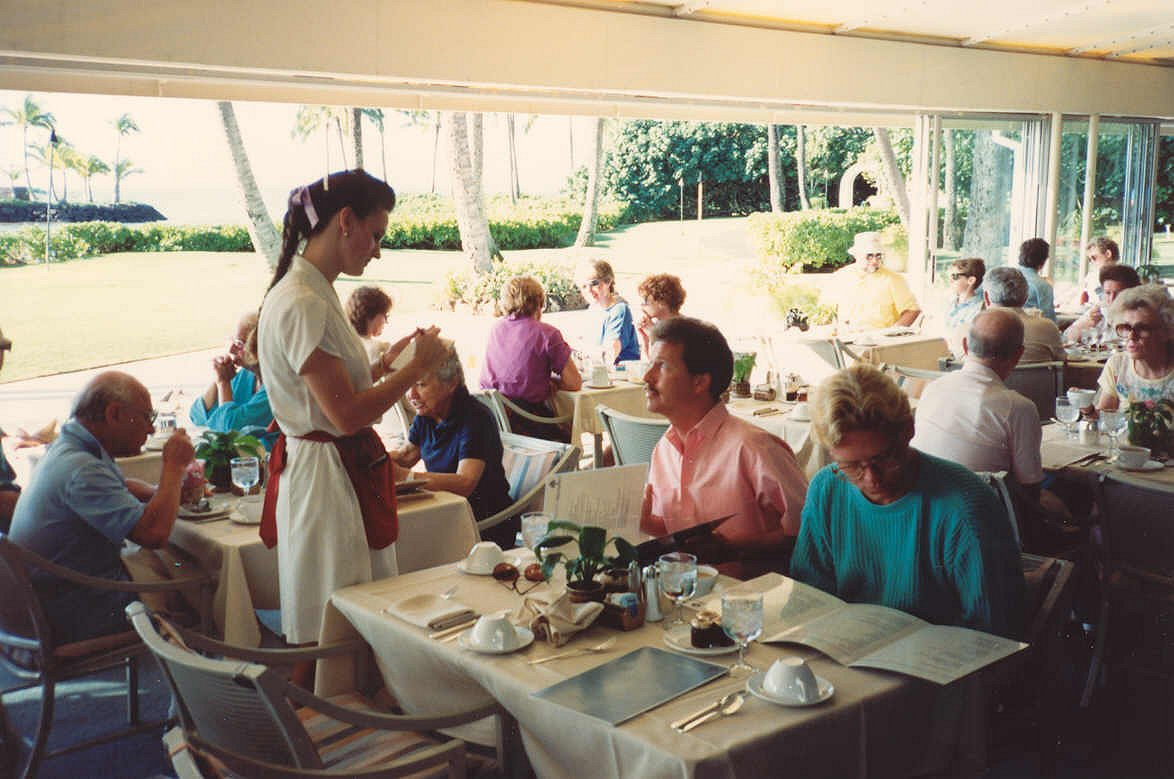
注文をとるウェイター/ウェイトレス

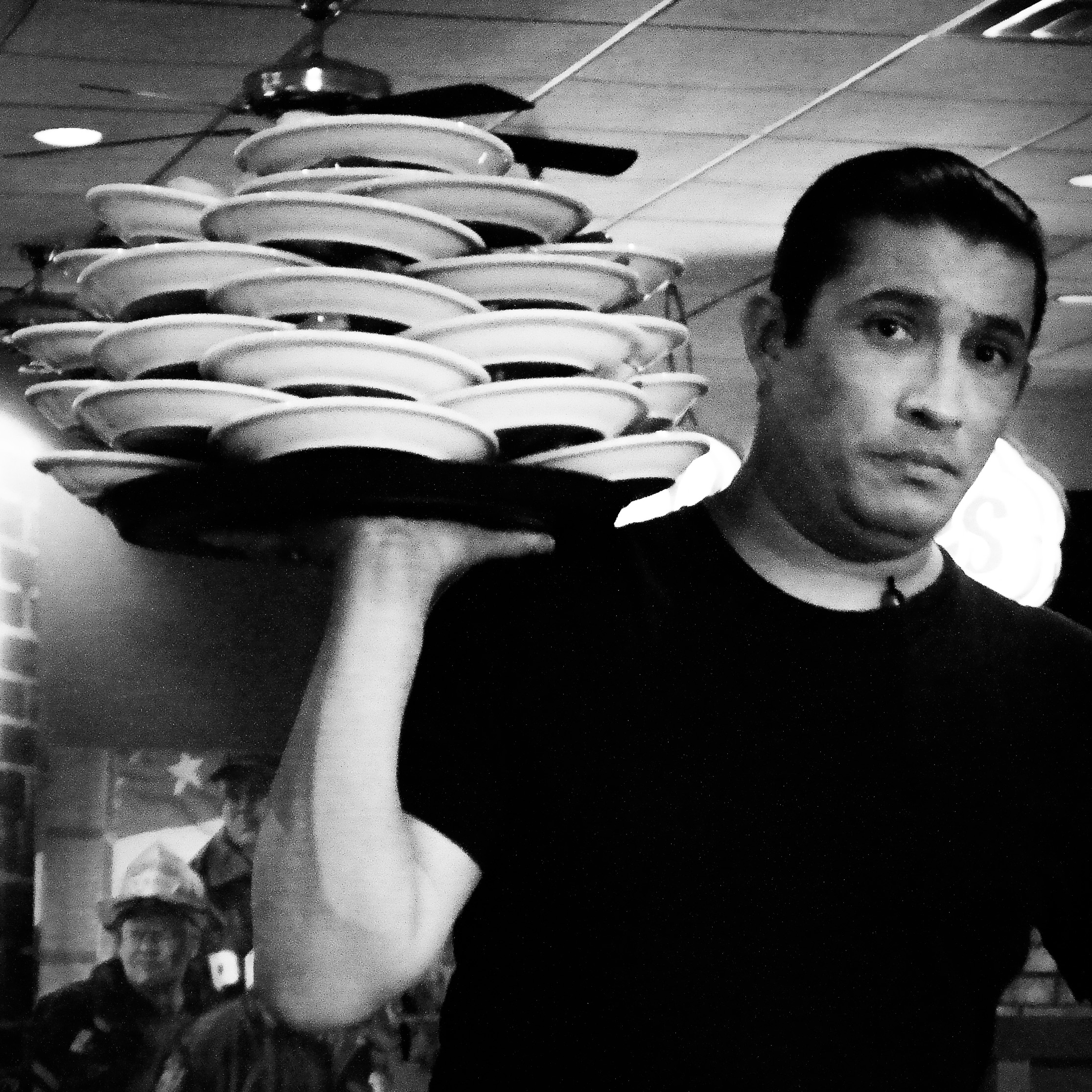
皿を運ぶウェイター

ウェイター（英語: waiter）はレストランやバー、ホテルの宴会場などの外食産業において、接客業務を担当する従業員を指す。日本語では給仕、女給（じょきゅう）などと言う（ただし女給は性別を特定していてジェンダー社会に反しているためこのような言い方をすることは減った。）が、外来語のウェイター/ウェイトレスも定着している。給料は場所によって異なるが、たいして変わらない。

## 名前の由来・歴史
英語のWait（待つ）から来ている。店内各所で待ち構えて迅速に接客を行なう姿から「待つ人」として呼ばれている。定説では、17世紀にコーヒーハウスが大流行したイギリスやフランスなどの西欧で発生した。
日本では大正時代に都市で喫茶店とともに増加し、そのころは給仕、女給と呼ばれていた。また、昭和の頃には一部でレストランのウェイターをボーイと呼び、バーなど酒場の店員をウェイターと、独特の使い分けがされたこともある。
通常、男性をウェイター、女性をウェイトレスと呼ぶ。これは性的に中立でないため、ホールスタッフ、フロアスタッフ、ウェイター/ウェイトレス、ウェイター・ウェイトレス、ウェイター（性別を問わず）、接客係などと呼ばれることもあるが、広く定着したものはない。
ホールスタッフなどの名称はパチンコ店などの外食産業以外の接客業でも用いられている。

## 業務の概説
日本では極めて一般的な職業である。
小さな飲食店では店舗規模も小さく、皿洗い兼接客係といった形態も多い。大型の外食産業の店舗では多くの専門のウェイター/ウェイトレスを雇用している。どの形態の店においてもウェイター/ウェイトレスの仕事は客の注文を受け、それをキッチンに伝え、料理や飲み物、酒類をテーブルまで運ぶことである。
店によってはさらに特殊なサービスを求められる場合もある。メイド喫茶では誕生日に歌を歌う、特定の料理にケチャップでメッセージを書く、じゃんけんなどのゲームをする、といったサービスをウェイトレスが行なう。またホテルなどではこうした大衆的なサービスではなく、料理を出すタイミングやリラックスして食事を楽しめる環境の整備など質の高いサービスが求められる。海外の大衆向けの大型レストランなどではローラースケートを履いたウェイトレスが配膳を行なうチェーンもある。

## チップ
日本ではほとんど定着していないが、アメリカなど欧米文化圏では、チップ (tip) はウェイター/ウェイトレスの重要な収入源である。
チップの始まりについては諸説あるが、イギリスでとある飲食店が従業員のサービス向上のために「To Insure Promptness（迅速さの保障のため）」と書かれた壷を用意して、サービスに満足した客からの募金を募ったことから始まったとされる（頭文字をとってTIPと呼ぶようになったとも言われる）。時期ははっきりしないが17世紀のコーヒーハウスを描いた銅版画にもその記述のある壷がある。
ウェイター/ウェイトレスのいる店ではチップを支払うのが礼儀であり、スタッフの仕事に対する評価になっている。チップがもらえないと、自分の仕事に不満だと受け取られることが多い。
また地域によっては、子供の粗相でテーブルを汚した場合の迷惑料としてチップを置くこともある。

## 制服
ウェイター/ウェイトレスの制服は店によって異なっている。経営側も利用客も制服は店の雰囲気をつくるものとして重要視している。アンナミラーズのようにウェイトレスの制服が集客要素につながる場合もあり、各店舗でさまざまな制服が見られる。制服としては店舗で用意される貸与のものを着用となるが、概ね靴は自前になる。また女性はパンスト着用を正装とする場合がほとんど（例えばマクドナルドはその例で、そのパンストの色が濃かったり奇抜な色だったりすると注意が入る）であった。しかしパンスト離れといった時代の趨勢を反映して、パンスト着用から、靴下（ハイソックス）に切替える店が多い。個人経営の喫茶店などでは、私服にエプロンをつけただけの場合が多い。

## 日本のウェイター/ウェイトレス

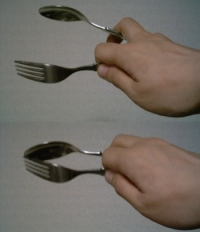
ウェスタンと呼ばれる持ち方の一例

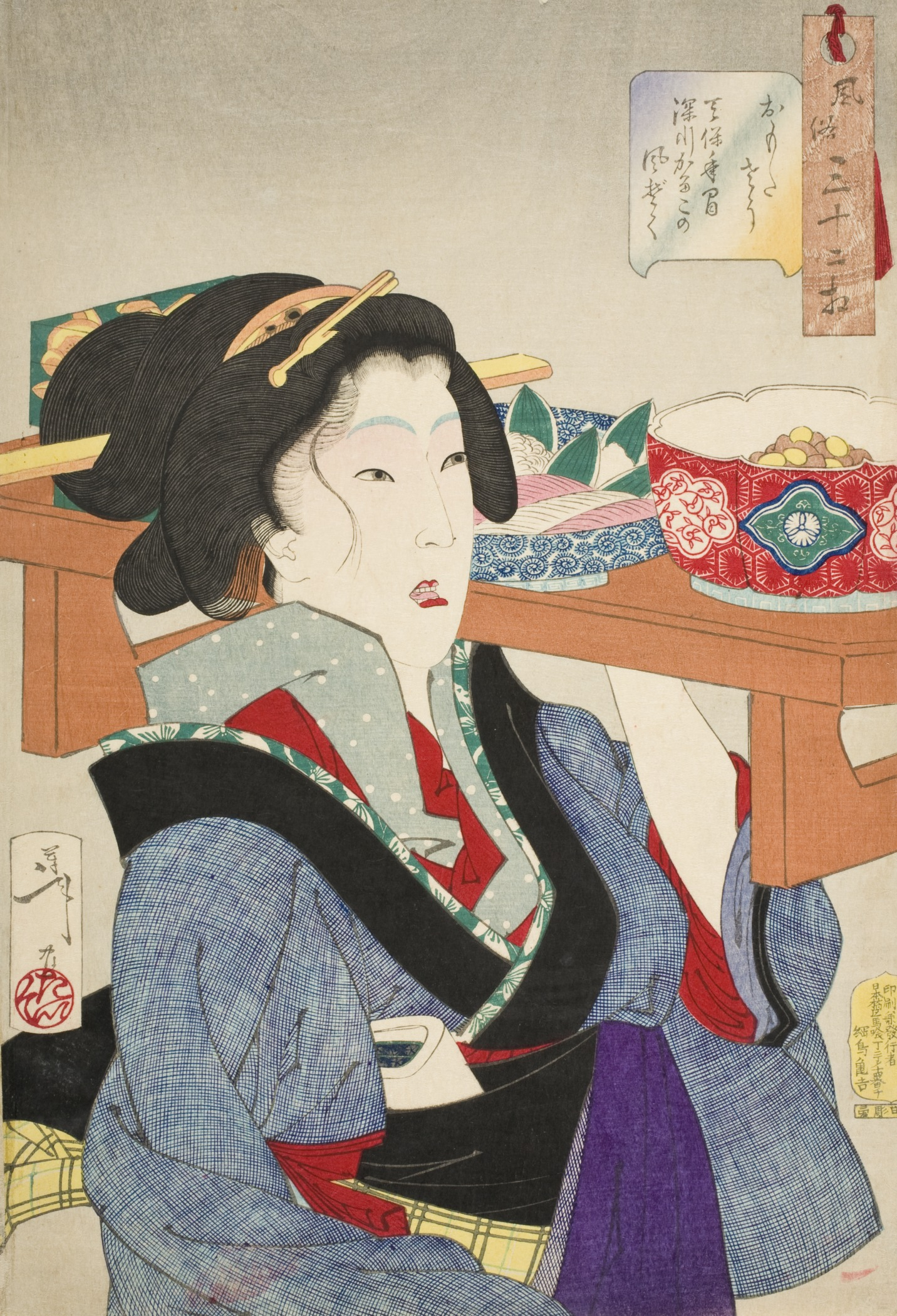
江戸時代のウェイトレスの一種「軽子」。深川の遊里で座敷へ酒肴を運んだり、遊女の呼び出しや客の世話などをする女性を指した。月岡芳年画『風俗三十二相』明治21年

### ホテル宴会場
配膳人紹介所（有料職業紹介事業者の一形態）に登録して、仕事を斡旋して貰い、ホテルの宴会場・結婚式、パーティなどで提供される料理を配膳・中間下げ物・バッシングする作業などを行う。高級ホテルなどの派遣仕事が多い為、言葉遣い、身だしなみ、マナーなどの一般常識に関する、就業規則が厳しい分、給与は他よりも高めである。社内教育の高さからかプロ意識の高い人が多い。
客席にて小分け料理を提供時に、サーバースプーンとサーバーフォークを利き腕に持ち、取り分けて行う。この持ち方の名称を「サーバー」と言う。サーバーの持ち方には、ジャパニーズと呼ばれる方法とウェスタンと呼ばれる持ち方の2種類がある。皿料理の提供時、3枚持ち・4枚持ちなどで運ぶ。
男性は、基本的に、黒のスラックスを自前で用意する。上着は派遣先のベストを着用する。

### フルサービスレストラン
一般的なフルサービスレストランにおいて、ウェイターの役割は重要なものとなる。明るく感じの良い接客をするのは基本である。ウェイターの接客がその店のレベル・質を量るバロメーターにもなる。呼び出しベルなど無い店舗は常に客席への目配り、オーダー受けのタイミングやお客様からのシグナルとされる「従業員を探す仕草・キョロキョロと目線で探している」など、に機敏に反応し、対応しなくてはいけないからである。厨房との連携や、ファミリー向けのお子様メニューの優先提供などの指示出し、お冷（冷水）・コーヒーのお替りなどをする。
近年のサービスに対する意識の変化(受け手も提供側も)により、ファミリーレストランではフロアーへの目配り・気配りは形骸化され、呼び出しベルによる客からの要求を受けてから、行動する形となってしまった傾向もある。

### ローコストレストラン
客席・フロアーへの目配りなどができるだけの人員を確保しない、ローコストオペレーション・ファミリーレストランでは効率良く料理の配膳、中間下げ物、バッシング作業などこなし、テキパキレジ会計などをこなす、などか求められる。食後のデザートなど頼んでいると、メインの食事が食べ終っていない時点でデザートが来てしまう、など、不満を持つ客も多いが、その分、安価での食事が楽しめればそれで良し、という客も多い。

### 軽食・喫茶店
大規模レストランよりは顧客の人数が少ないために、比較的作業量の少ない職場とされる。ただし軽食・喫茶店では人員も少ないので、皿洗いや、デザート作り、軽食作りなどに関わる場合もあり、大規模レストラン並の作業量になる事もある。

### 日本の女給
日本のカフェの女給は明治44年、東京、銀座のカフェー・プランタンが女給を2人置いたのが最初である。これ以前には銀座の台湾喫茶店に女給がいて客の給仕をしていた。当時、女給は、和服のうえに胸部まである白色のエプロンを着用していた。のちにカフェではエプロンを着用するものはなく、喫茶店においては女性用事務服風のものを着用していた。女給の収入は主に客からのチップによるものであって、小規模なカフェ、喫茶店などにおいては店側から若干の給料が支払われるところもあった。チップによる収入は店によって、また人によって様々であるが、昭和初年において30円くらいから300円くらいまでであった。また店によっては収入のなかから「お出銭」「掃除代」などの名目でいち日20銭ほどを徴収するところもあった。女給の年齢は16、17歳くらいから35、36歳くらいまでで、一般に喫茶店のほうが若かった。それぞれの女給には大概、番号が付けられていて、はいってくる客の順番に1番から順々に出て給仕した。